# Tardivole du Duida
Emberizoides duidae
Espèce
Statut de conservation UICN

 DD  : Données insuffisantes
Le Tardivole du Duida (Emberizoides duidae) est une espèce de passereau appartenant à la famille des Thraupidae.
Il est endémique du Cerro Duida (Venezuela).